# Sant Andreu de Castellnou
Sant Andreu de Castellnou és una església romànica al municipi de Castellnou de Bages, al Bages. És una obra inclosa a l'Inventari del Patrimoni Arquitectònic de Catalunya.

## Descripció
Església romànica del segle xi, amb tres naus de les quals la central és la més alta. Està coberta amb voltes de canó,l'absis i les absidioles amb voltes de quart d'esfera. La nau central comunica amb les laterals mitjançant tres arcs formers que es recolzen sobre pilars cruciformes.
A la capçalera trobem un absis central i dues absidioles laterals, estan decorades a l'exterior amb la típica decoració llombarda: un fris d'arcades cegues organitzades en grups de quatre i separades per lesenes en l'absis central i sense lesenes en les absidioles. Aquest motiu de les arcades cegues es repeteix a la nau central i a la façana principal. Com a obertures es veuen tres finestres de doble esqueixada a l'absis i una a cadascuna de les absidioles. Actualment el portal s'obre en el mur de ponent, modificació que data dels segles xvi i xvii, quan també es construí un campanar de torre.
La coberta de les naus és de teula àrab a dues vessants i la de l'absis i les absidioles és col·locada en cascada. L'aparell del conjunt és a base de carreus de pedra escairats de mode irregular i disposats en fileres.

## Història

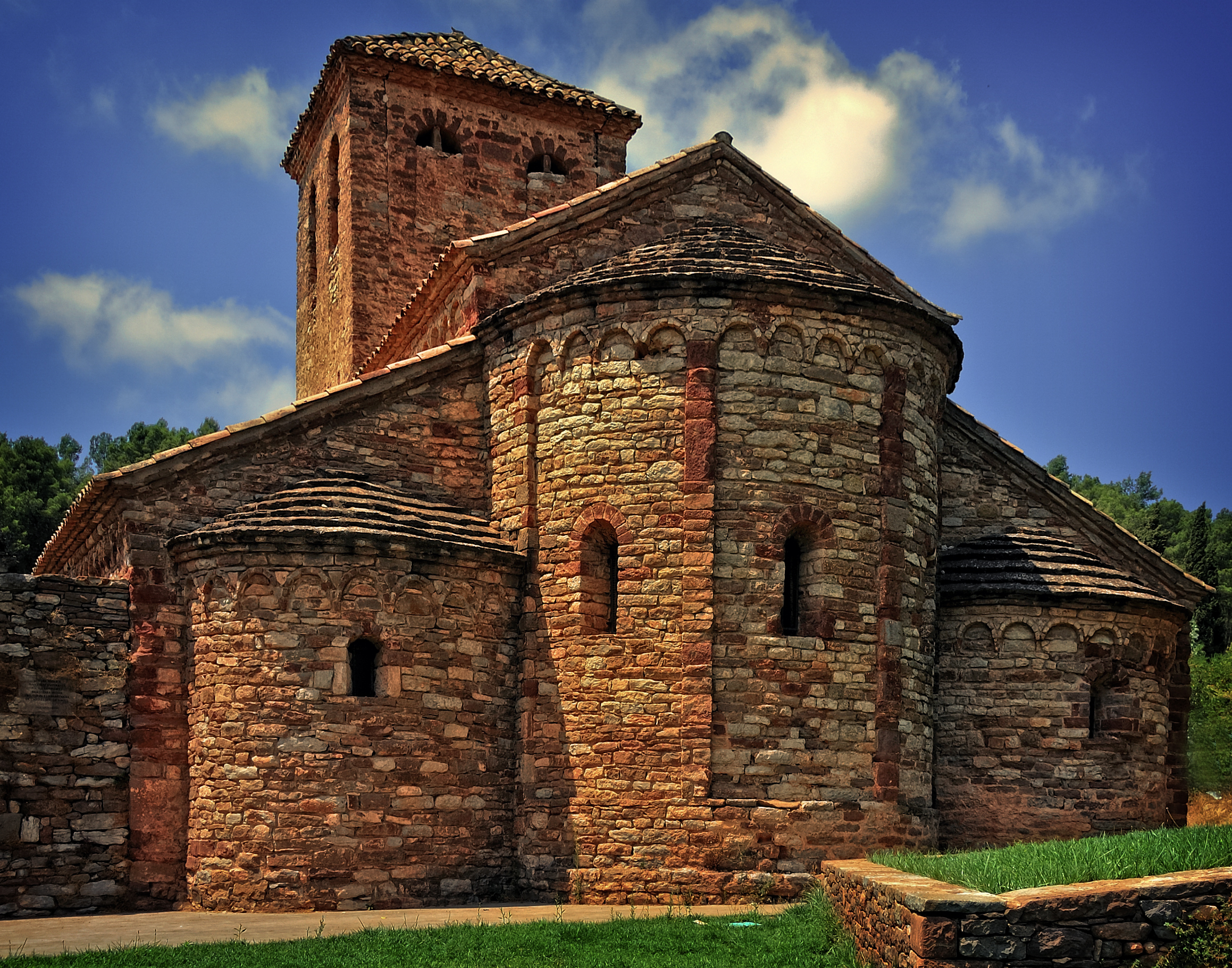
Absis i absidioles

L'església de Sant Andreu està situada en l'antic terme de Buc, documentat des del 952, terme que més tard canvià de nom i s'anomenà de Castellnou de Bages des del 1001. L'església apareix citada el 981 en la jura d'un testament d'un tal Guitard.
L'any 1032 apareix citada sota l'adoració de Sant Andreu i amb categoria de parròquia.
Entre 1126 i 1142 el vescomte de Barcelona, Reverter, donà les esglésies de Castellnou a la comunitat canonical de Sant Vicenç de Cardona.
Als segles xvi i xvii va patir diferents reformes, per ser restaurada el 1976 pel Servei de Catalogació i Conservació de Monuments, amb la col·laboració de veïns de Castellnou. Aquesta restauració li va retornar la seva antiga fesomia.